# William Forsythe (herec)
William Forsythe (* 7. června 1955) je americký herec.

## Mládí a kariéra
Narodil se v New Yorku a v divadle začal jako šestnáctiletý. Má za sebou několik her a inscenací až se na konci 70 let přeorientoval na film a přestěhoval se do Los Angeles. Pro svůj vzhled a charakter je nejmožnější se s ním setkat v záporných rolích. Absolvoval školy Holy Cross School a South Shore High School. Ve filmu Únos mé sestry si s ním zahrála jeho nejstarší dcera Rebecca. Dcery má tři.